# شمس منتصف الليل (فلم 2018)
شمس منتصف الليل هو فيلم دراما ورومانسية أمريكي قادم، من إخراج سكوت سبير وكتبه إريكا كريستنسن، استنادًا إلى فيلم ياباني يحمل نفس الاسم صدر عام 2006.
الفيلم من بطولة بيلا ثورن، وباتريك شوارزنيغر، وروب ريجل.
بدأ التصوير الرئيسي للفيلم في 12 أكتوبر 2015 في مدينة فانكوفر.

## القصة
كاتي برايس منذ الطفولة المبكرة تعيش مع حساسية مهددة للحياة من أشعة الشمس بسبب حالة وراثية نادرة، جفاف الجلد المصطبغ (إكس بي). هي في المنزل خلال ساعات النهار ويهتم بها والدها (جاك) وصديقتها المقربة (مورجان). تخرج كاتي من المنزل كل ليلة بمجرد غروب الشمس. ذات ليلة لاحظها تشارلي، حبيبها الطويل أثناء عزف الجيتار في محطة القطار. تغادر كاتي فجأة وتنسى دفتر ملاحظاتها الذي يحتفظ به تشارلي. يعود في اليوم التالي ويعطيها لكاتي عندما تظهر لاستعادتها. يشرح لها كيف أصيب بإصابته التي منعته من الحصول على منحة دراسية في جامعة كاليفورنيا في بيركلي قبل تقبيلها.
ومع ذلك لم تخبر كاتي تشارلي بعد عن حالتها، على الرغم من تحذير والدها من القيام بذلك. تشارلي يأخذ كاتي إلى سياتل لقضاء ليلة، حيث يذهبون إلى عرض حي، وتشارلي يجعل كاتي تلعب إحدى أغانيها في أحد شوارع المدينة. بمجرد العودة إلى المنزل، يذهبون للسباحة في البحيرة، ويجفون بالنار على الشاطئ. يذكر تشارلي مشاهدة شروق الشمس، وتجري كاتي إلى المنزل في خوف. يأخذها تشارلي ويقودها بسرعة إلى هناك، لكنها لا تصل في الوقت المناسب، وتتعرض لأشعة الشمس لبضع ثوانٍ فقط. تجري كاتي في الداخل، بينما يعود مورجان وجاك إلى المنزل بعد فترة وجيزة. لا يزال تشارلي يقف مرتبكًا عند الباب الأمامي، ويشرح مورغان حالة كاتي له. بمجرد أن يجري الأطباء بعض الاختبارات، توصلوا إلى استنتاج مفاده أن دماغ كاتي يتقلص، وأن الأمر مجرد مسألة وقت قبل أن تموت.
بدأت كاتي تعاني من تشنجات في إصبعها، مما يمنعها من العزف على الجيتار. كما أنها تتجاهل رسائل تشارلي لأنها لا تريد أن تؤذيه. يقنع جاك كاتي في النهاية بالتحدث إلى تشارلي، الذي لا يزال يريد أن يكون مع كاتي، ولا يهتم بحالتها. تذهب كاتي إلى سباحة تشارلي للقاء مدرب بيركلي، ويتسكعان في المنزل مع مورغان وجاك. أخرج تشارلي كاتي في إحدى الليالي، وفاجأها بحجز جلسة تسجيل، حيث تغني أغنية كتبتها له. بعد فترة وجيزة، أثناء التسكع في منزلها، ذكر تشارلي أنه كان عليه زيارة القارب للمرة الأخيرة، والذي تم تعيينه لرعاية الصيف بأكمله. كاتي، خوفًا من موتها، تتذكر في النهاية الوقت الذي أخبرها فيه تشارلي أنه يتمنى أن يتمكنوا من الإبحار معًا، ويقنع جاك بالسماح لها بالذهاب مع تشارلي، على الرغم من ذلك أثناء النهار. تبحر كاتي مع تشارلي، وتشعر بأشعة الشمس، وتقضي لحظاتها الأخيرة معه، وتموت بعد ذلك بوقت قصير.
بعد مرور بعض الوقت، يذهب تشارلي إلى منزل كاتي حيث يودع جاك لأنه سيحقق أحلامه في السباحة. أخبر جاك تشارلي أن كاتي أرادته أن يحتفظ بالمفكرة. لاحقًا، ينطلق تشارلي، حيث يستمع إلى أغنية كاتي على الراديو ويقرأ الرسالة القلبية التي كتبها كاتي له في دفتر الملاحظات. في الرسالة، طلبت كاتي من تشارلي أن يراقب الأشياء الجديدة التي تأتي في طريقه وأن يبحث في السماء وأن يتذكر دائمًا أنها تحبه.

## طاقم العمل
- بيلا ثورن بدور كاثرين «كاتي» برايس
- باتريك شوارزنيجر بدور تشارلز «تشارلي» ريد
- روب ريجل بدور جاك برايس
- كوين شيبارد دور مورغان
- سوليكا ماثيو بدور الدكتورة بولا فليمنج
- نيكولاس كومب في دور جارفر
- كين تريمبليت بدور مارك ريد
- جينيفر جريفين في دور بارب ريد
- تايرا سكوفبيي بدور زوي كارمايكل
- أوستن أوبيجونوا في دور أوين
- أليكس بانجبرن في دور ويس
- بول ماكجليون في دور بليك جونز

## التأثير
عبر موقع روتن توميتوز، حصل الفيلم على نسبة موافقة تبلغ 21٪ بناءً على 61 مراجعة، ومتوسط موزون من 4.20 / 10. يقرأ الإجماع النقدي لموقع الويب أن " Midnight Sun  عبارة عن قصة حب مراهقة عادة ما تكون متلاعبة ومفتعلة والتي تتميز للأسف بتصويرها غير الدقيق بشكل عدواني لمرض واقعي. في ميتاكريتيك حقق الفيلم متوسط نقاط مرجح يبلغ 38 من أصل 100، بناءً على 14 نقادًا، مما يشير إلى "مراجعات غير مواتية بشكل عام." الجماهير التي تم استطلاع رأيها بواسطة سينماسكور أعطت الفيلم درجة متوسطة من "A−" على مقياس A + إلى F. Audiences polled by سينماسكور gave the film an average grade of "A−" on an A+ to F scale.

## روابط خارجية
- مقالات تستعمل روابط فنية بلا صلة مع ويكي بيانات